# 华南鳞毛蕨
华南鳞毛蕨（学名：Dryopteris tenuicula）为鳞毛蕨科鳞毛蕨属下的一个种。